# الدوري اليوناني لكرة القدم الدرجة الثالثة 2014-15
الدوري اليوناني لكرة القدم الدرجة الثالثة 2014-15 (باليونانية: Β΄ Εθνική ποδοσφαίρου ανδρών 2014-15)‏ هو الموسم 56 من الدوري اليوناني لكرة القدم الدرجة الثالثة ‏. أقيم خلال الفترة أكتوبر 2014 وحتى مايو 2015، وأشرف على تنظيمه الاتحاد الإغريقي لكرة القدم، وكان عدد الأندية المشاركة فيه 26، وفاز فيه أيك أثينا.